# Anna Karenina (film, 1914)
Anna Karenina (ryska: Анна Каренина) är en rysk dramafilm från 1914, regisserad av Vladimir Gardin. Filmen är baserad på romanen med samma namn av Lev Tolstoj.

## Rollista
- Maria Germanova – Anna Karenina
- Vladimir Sjaternikov – Karenin
- Michail Tamarov – Vronskij
- Zoja Barantsevitj
- V. Obolenskij – Levin